# Los miedos
Los miedos es una película Argentina filmada en Eastmancolor estrenada el 14 de agosto de 1980. Dirigida por Alejandro Doria. Escrita por Alejandro Doria y Juan Carlos Cernadas Lamadrid. Protagonizada por la primera actriz Tita Merello. Coprotagonizada por Soledad Silveyra, Miguel Ángel Solá, Sandra Mihanovich, Aníbal Morixe y Lito González. También, contó con la actuación especial de María Leal. Tiene escenas de exteriores filmadas en Comodoro Rivadavia, Gaiman, Puerto Madryn, Rawson, Sarmiento y Trelew en la provincia de Chubut.

## Sinopsis
Una vieja, un asesino, una embarazada, un futbolista, un loco, una monja y una prostituta huyen de una peste.

## Reparto
Participaron en el filme los siguientes intérpretes:
- Tita Merello ...la vieja
- Soledad Silveyra ...la embarazada
- Miguel Ángel Solá ...el asesino
- Sandra Mihanovich ...la monja
- Aníbal Morixe ...el loco
- Lito González ...el futbolista
- María Leal ...la prostituta
- Pablo Brichta
- Silvia Fernández Vita
- María Pla
- Jorge Ferrero
- Agustín Barrilli

## Comentarios
Fernando Masllorens opinó en Convicción :

«¿Pero llega el film con este sentido universal al espectador? Sólo parcialmente puesto que el tratamiento fantástico del comienzo se ve circunscripto al problema particular de la mujer embarazada y la secuencia final es puramente realista.»

En La Razón opinó Alfredo Andrés:

«Doria ha elaborado una historia tan lacónica como expresiva.»

Manrupe y Portela escriben:

«Parábola apocalíptica con buenas actuaciones y extendida en extremo.»